# 나영수
나영수(1938년 ~ 2024년 3월 2일)은 대한민국의 성악가, 교수이다.

## 학력
- 서울대학교 (성악 / 학사)

## 경력
- 한양대학교 성악과 교수

## 생애
1938년 태어났으며 대구 경북중·경북고에서 성악을 배웠다. 이후 서울대 성악과 재학 중 KBS 합창단 창단 멤버로 활동하기도 했다. 1962년 국내 최초의 뮤지컬 극단인 예그린 합창단원으로 들어갔다가 1963∼1964년 1년간 서울민속가무단에서 합창단 지휘자의 길로 들어섰다. KBS 합창단을 잠깐 지휘한 적도 있다. 1966년 '2차 예그린악단'의 합창 지휘자로 들어가 우선 가사를 말로 낭송하게 한 뒤 나중에 노래하게 하는 '예그린 창법'을 만드는 등 한국식 합창의 기틀을 닦았다. 국내 최초 뮤지컬 '살짝이 옵서예'의 조연 겸 합창 지도를 맡았다. 1970∼1972년 MBC TV 초대 합창단장을 거쳐 1972년 예그린악단이 국립극장 산하 국립가무단으로 변신하자 1973년 5월 국립가무단 합창단 지휘를 맡게 됐다. 이것이 1974년 7월 창단 공연을 거쳐 1975년 1월에 정식 창단하는 국립합창단의 시작이었다. 또한 1974년 창단 공연 시 판소리 '심청가' 중 '뱃노래'의 편곡을 작곡가 김희조(1920∼2001)씨에게 맡겨 민요 합창곡으로 만들고 '대학생 합창곡 발표회'를 10년간 개최하는 등 한국어 합창곡 600여곡을 개발했다. '몽금포타령', '새야 새야 파랑새야', '세노야' 등을 합창곡으로 만들자고 의뢰했다. 국내에서 가장 많이 불리는 복음성가 중 한곡인 '이 믿음 더욱 굳세라' 등을 제재하기도 했다. 국립합창단을 이끌고 지방 연주를 하며 전국에 시립합창단 수십 곳이 생겨나게 한 구심 역할을 했다. 1976년 한국합창총연합회 설립을 주도했고, 3대 회장을 지내며 한국합창제를 개최했다. 동시에 대학원에 간 적도, 유학 경험도 없었지만 학사 학위로 1982년부터 한양대 성악과 교수로 강단에 섰다. 2003년 교단에서 퇴임했으며 2004∼2006년 울산대 석좌교수로 활동했다. 2013년 이후에는 지방시립합창단 객원 지휘를 하며 지냈다. 2019년 구술에서 "내가 시작 때부터 꿈꿨던 일들이 상상 이상으로 잘 이뤄졌고, 대를 이을 사람이 많아져서 걱정도, 더 하고 싶은 말도 없다"고 말했다. 지난 1월말 한국합창심포지움에서도 지휘봉을 잡고 '님이 오시는지'를 지도했다.

### 사망
2024년 3월 2일 오후 2시 56분 분당제생병원에서 지병으로 세상을 떠났다.